# 太陽のKiss
「太陽のKiss」（たいようのキス）は、日本のガールズロックバンド・ZONEのメジャー13作目（通算14作目）のシングル。

## 概要
- 前作「卒業」から4ヶ月ぶりのシングル。
- 表題曲はメンバー出演によるニベア花王『8×4』のCMソングに起用された。
- レーベルゲートCDを改良したレーベルゲートCD2による初回生産限定盤と通常盤、従来のCDによる通常盤の3形態で発売された。初回生産限定盤には特典として表題曲のミュージック・ビデオとメイキング映像、TOMOKA加入後のダイジェスト映像を収録したDVDが同梱された。
- オリコン初登場8位を獲得。11作連続のトップ10入りを果たした。

## 収録曲
1. 太陽のKiss [3:36]
作詞・作曲：町田紀彦
編曲：山原一浩
コーラスアレンジ：知野芳彦
2. REAL [4:32]
作詞・作曲：町田紀彦
編曲：吉岡たく
3. 太陽のKiss (backing track) [3:36]
作曲：町田紀彦
編曲：山原一浩
表題曲のバッキングトラックバージョン。
4. REAL (backing track) [4:32]
作曲：町田紀彦
編曲：吉岡たく
カップリング曲のバッキングトラックバージョン。

## タイアップ
- ニベア花王『8×4』CMソング (#1)

## 収録アルバム
- E 〜Complete A side Singles〜 (#1)
- ZONEトリビュート〜君がくれたもの〜 (Disc2 #1)